# Институт за сексуалну науку
Институт за сексуалну науку (нем. Institut für Sexualwissenschaft) био је рани приватни институт за истраживање сексологије у Немачкој од 1919. до 1933. године. Назив установе може се превести и као Институт за сексологију, Институт за сексуална истраживања и Институт за науку о сексуалности. Овај институт био је непрофитна задужбина стационирана у Тиргартену, Берлин. На њеном челу био Магнус Хиршфелд, немачки лекар, сексолог и заступник права хомосексуалаца. Од 1897. године је председавао Научно-хуманитарним комитeтом који се залагао за ЛГБТ права, толеранцију и дeкриминализацију истополних односа измeђу мушкараца. Измeђу 1899. и 1923. Комитет је објављивао часопис Jahrbuch für sexuelle Zwischenstufen, први научни часопис који сe бавио сeксуалним варијeтeтима. Матeријал који јe објављиван у годишњаку обухватао је различитe тeмe, од чланака о хомосeксуалности код „примитивних” народа, до књижeвних анализа и студија случајeва. Хиршфелд је изградио јединствену библиотеку која је садржала дела о истополној љубави и еротици.
Масовно спаљивање књига које су нацисти спроводили није поштедело ни архив Института. Након што су нацисти преузели власт у Немачкој 1930-тих, сам Институт и његове библиотеке су уништиле омладинске бригаде у програму цензуре нацистичке Владе, које су све документе и књиге спалили на Опернплацу.

## Настанак и улога
Институт за сексуална истраживања отворили су 1919. године Магнус Хиршфелд и његов сарадник Артур Кронфелд, некада познати психотерапеут, а касније професор на Универзитетској клиници -{Charité}- у Берлину. Поред истраживачке библиотеке и велике архиве, Институт је такође обухватио медицинска, психолошка и етнолошка одељења и канцеларију за брачно и сексуално саветовалиште. Институт је годишње посећивало око 20.000 људи и обављено је око 1.800 консултација. Сиромашни посетиоци су се лечили бесплатно. Поред тога, Институт се залагао за сексуално образовање, контрацепцију, лечење сексуално преносивих болести и еманципацију жена.
Институт је постао место научног и истраживачког интереса за многе научнике који су се бавили сексуалношћу, као и за научне, политичке и социјалне реформаторе у Немачкој и Европи, посебно из социјалистичких, либералних и социјалдемократских кругова. Године 1923. Институт је посетио Николај Семашко, комесар за здравство у Совјетском Савезу. Уследиле су бројне посете и истраживачка путовања здравствених званичника, политичких, сексуалних и социјалних реформатора и научних истраживача из Совјетског Савеза заинтересованих за рад Хиршфелда. А 1926. године делегација Института, коју је предводио Хиршфелд, узвратила је истраживачком посетом Москви. Током 1929. Хиршфелд је председавао трећим међународним конгресом Светске лиге за сексуалне реформе у Вигмор Холу, Лондон.

## Трансродни пионири
Магнус Хиршфелд је сковао термин транссексуализам, идентификујући клиничку категорију коју ће његов колега Хари Бенџамин касније развити у Сједињеним Државама. Трансродне особе су биле међу запосленима на Институту, као и међу тамошњим клијентима. Институт је нудио разне ендокринолошке и хируршке услуге, укључујући прве модерне операције промене пола током 1930-их. Хиршфелд је такође сарађивао са берлинском полицијском управом на смањењу хапшења трансвестита, укључујући оне за које се сумња да су носили одређену одећу у вези са сексуалним радом, стварањем трансвеститних пропусница издатих у име Института онима који су имали личну жељу да носе одећу повезану са родом супротним од оног који им је установљен при рођењу.
У периоду између 1908. и 1933. немачка полиција је издала на десетине оваквих пропусница. Уверење се углавном давало хетеросексуалним, мушко-у-женско трансвеститима средње класе како би се избегле асоцијације на хомосексуалну и лезбејску културу у Вајмарској Немачкој, и њиме се потврђује да је дотичном појединцу дозвољено да носи одећу која одговара његовом родном идентитету. Ове пропуснице су престале да важе када је Адолф Хитлер постао канцелар 1933, а злостављање трансродних и родно-неутралних особа је нагло порасло током нацистичке владавине.

## Доба нацизма
Крајем фебруара 1933. године, како је утицај Ернста Рема слабио, нацистичка партија покренула је чистку геј клубова (тада званих хомофилни клубови) у Берлину, забранила је сексуалне публикације и забранила организоване геј групе. Као последица тога, многи су побегли из Немачке (укључујући, на пример, Ерику Ман). У марту 1933. године главни управник Института, Курт Хилер, послат је у концентрациони логор. Зграду Института су касније преузели нацисти у своје сврхе а од 1944. је била бомбардована рушевина, а срушена је негде средином 1950-их. Хиршфелд је узалуд покушавао да поново успостави свој Институт у Паризу, али је умро у Француској 1935. године.
Шестог маја 1933. док је Хиршфелд био у Аскони, Швајцарска, Немачка студентска организација је организовала напад на Институт за сексуалну науку. Неколико дана касније, библиотека и архиве су масовно испражњене и спаљене на Опернплацу. Уништено је између 12.000 и 20.000 књига и часописа, па чак и већи број слика и сексуалних тема. Такође су заплењени опсежни спискови имена и адреса особа повезаних са Институтом. Усред паљења, Јозеф Гебелс одржао је политички говор гомили од око 40.000 људи. Лидери Немачке студентске организације такође су прогласили своје Ватрене одреде. У исти мах су књиге јеврејских писаца и пацифиста попут Ериха Марије Ремарка уклоњене из локалних јавних библиотека и Универзитета Хумболт и спаљене.
Док су многи побегли у изгнанство, радикални активиста Адолф Бранд протестовао је пет месеци после паљења књига, али је у новембру 1933. године одустао од геј активизма. Дана 28. јуна 1934. Хитлер је извршио чистку хомосексуалаца у редовима нацистичког крила СА, што је подразумевало њихово убиство у Ноћи дугих ножева. Затим су уследили строжи закони о хомосексуалности и привођење хомосексуалаца. Сматра се да су спискови адреса заплењени из Института помогли Хитлеру у овим акцијама. Много десетина хиљада ухапшених нашло се на крају у радним логорима или логорима смрти. Карл Гизе починио је самоубиство 1938. године када су Немци напали Чехословачку, а његов наследник, адвокат Карл Фајн, убијен је 1942. године током депортације.

## После Другог светског рата
Статут Института је прецизирао да ће у случају распуштања, сва имовина Фондације др Магнуса Хиршфелда (која је спонзорисала Институт од 1924.) бити донирана Хумболтовом Универзитету у Берлину. Хиршфелд је такође написао лични тестамент док је био у егзилу у Паризу, остављајући преосталу имовину својим студентима и наследницима Карлу Гизеу и Ли Шиу Тонгу (Тао Ли) за наставак свог рада. Међутим, није спроведена ниједна одредба. Западнонемачки судови утврдили су да су распад Задужбине и заплена имовине од стране нациста 1934. године били легални. Западнонемачко законодавно тело такође је задржало нацистичке амандмане на параграф 175, онемогућавајући преживелим хомосексуалцима да захтевају повраћај уништеног културног центра.
И Шиу Тонг је живео у Швајцарској и Сједињеним Државама до 1956, али колико је познато, није покушао да настави Хиршфелдово дело. Неке преостале фрагменте података из библиотеке касније су прикупили Вилијам Дор Лег и ONE, Inc. у САД током 1950-их.

## Наставак рада
Током 1973. године, нови Institut für Sexualwissenschaft је отворен у оквиру Универзитета у Франкфурту, и 1996. при Хумболтовом универзитету у Берлину.

## Филм
- Rosa von Praunheim (режија) The Einstein of Sex (Немачка, 2001). (Биографска драма о Магнусу Хиршфелду)